# Vinzenz Schlechta von Wschehrd

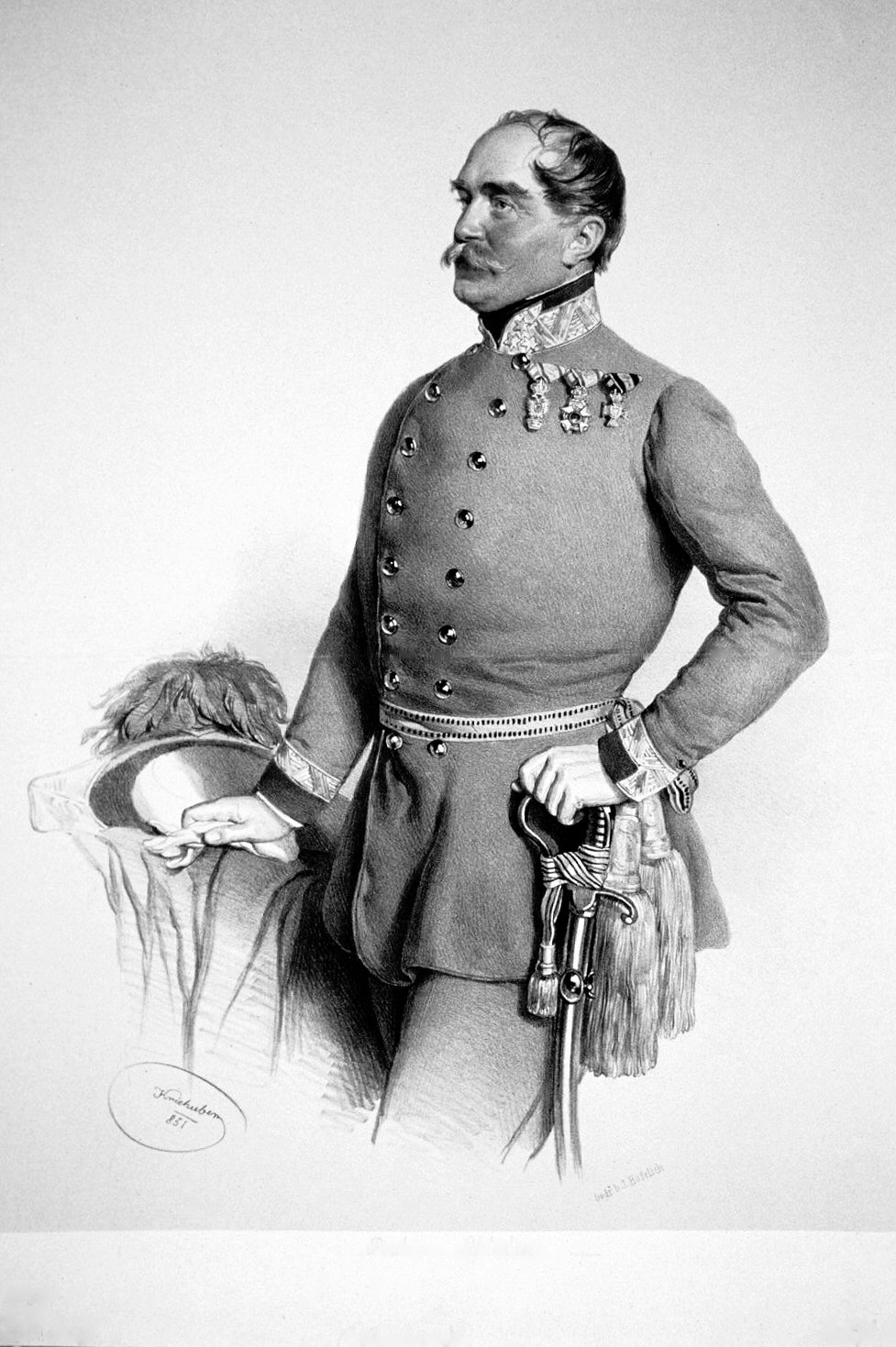
Vinzenz Freiherr Schlechta von Wschehrd 1851

Vinzenz Ferdinand Xaver Baptist Freiherr von Schlechta Ritter zu Wschehrd, auch Wssehrd, (* 22. November 1798 in Braunau; † 17. Juli 1879 in Wien) war ein k. k. Geheimer Rat, Feldmarschallleutnant und Brigadier böhmischen Ursprungs.

## Herkunft und Familie
Die Schlechta-Wssehrd (tschechisch: Šlechta ze Všehrd) waren ein altböhmisches Geschlecht, erstmals urkundlich erwähnt mit Nikolaus (* 1440; † 3. Mai 1508 in Kostelec). Dessen Sohn Johann (* 24. Jänner 1465 auf Burg Kosteletz; † 29. August 1522 ebenda), persönlicher Berater von König Wladislaus II., erhielt zu Budapest am 2. Februar 1501 eine Wappenbesserung sowie am 22. Dezember 1503 eine Adelsbestätigung, Burian 1591 den Ritterstand.
Vinzenz’ Vater Franz Xaxer Vinzenz (* 16. Oktober 1765 in Brünn; † 19. September 1831 in Wien) war erbliches Mitglied der Magnatentafel, Vorsitzender der damaligen Zivil- und Militärkommission und Platzkommandant von Wien. Er wurde ob seiner militärischen Verdienste am 9. Oktober 1819 in den erbländisch-österreichischen Freiherrnstand erhoben und erwarb auch den ungarischen Freiherrenstand am 22. September 1820. Seine Mutter war Friederike Ursula Edle von Scheurich († 1827).
Der Freiherr vermählte sich mit Isabella von Urbanski. Die Ehe blieb kinderlos. Sein älterer Bruder war Franz Xaver Schlechta von Wschehrd (1796–1875), Hofrat, Sektionschef im Finanzministerium, Geheimer Rat, aber auch Dichter.

## Biographie
Vinzenz trat am 27. Oktober 1812 in die Theresianische Militärakademie in Wiener Neustadt ein und wurde nach deren Absolvieren als Leutnant dem 8. Jägerbataillon, sodann mit Beförderung zum Oberleutnant am 1. August 1828 dem Jägerbataillon Nr. 6 überstellt. Am 20. Juli 1830 zum Generalquartiermeisterstab transferiert, wurde er am 6. September 1832 zum Kapitänleutnant beim Pionierkorps, bald darauf, 1834 zum Hauptmann 1. Klasse ernannt. In dieser Funktion führte er die 3. Kompanie des Pionierbataillons in Verona.

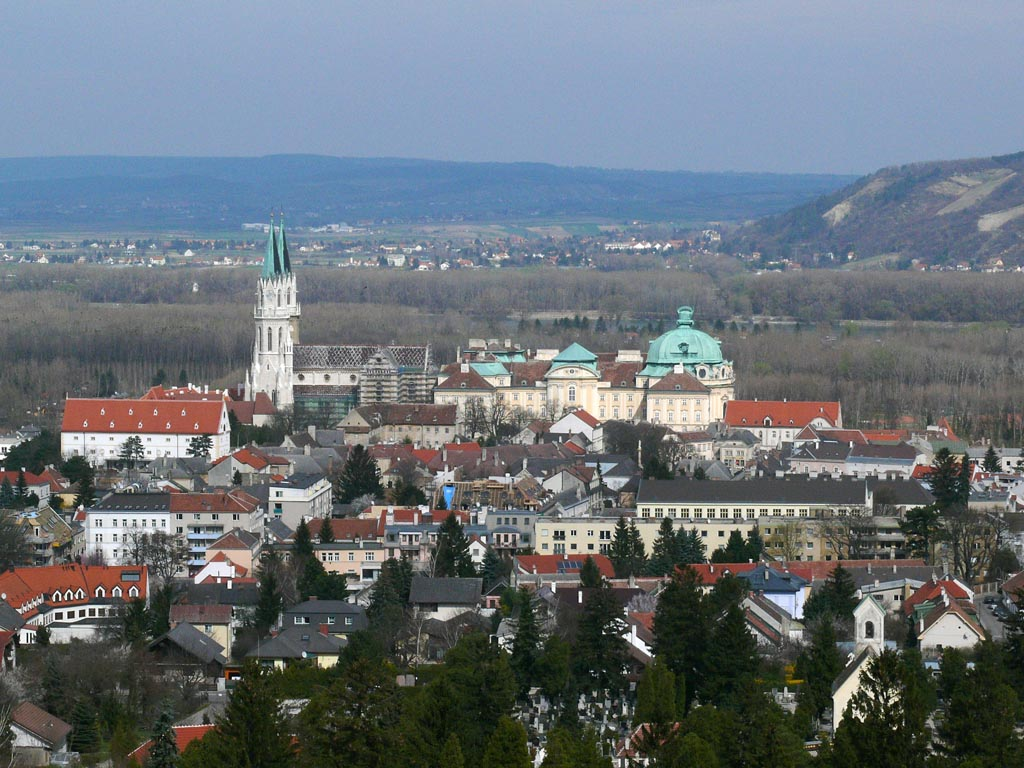
Klosterneuburg

Ebenfalls in diesem Amt rückte er am 20. April 1846 zum Major vor. Während des Rückzugs aus Mailand am 22. Und 23. März 1848 wurde Schlechta von Feldmarschall Radetzky die Leitung des Wagentrains und das Platzkommando des Hauptquartiers anvertraut. Er avancierte am 2. Dezember 1848 zum Oberstleutnant, weiterhin zugeteilt dem Armeekommando in Italien. In den Kriegszügen in Italien erwarb er durch seine zweckmäßigen Einteilungen und technischen Dispositionen, unter anderem die Errichtung mehrerer Pontonbrücken unter schwierigen geographischen Gegebenheiten und teilweise heftigem feindlichen Beschuss sowie durch persönliche Tapferkeit den Orden der Eisernen Krone III. Klasse mit der Kriegsdekoration.
Nach dem plötzlichen Tod des Obersten und Korpskommandanten Schön von Monte Cerro in Klosterneuburg wurde auf Allerhöchste Beschließung hin, Schlechta  am 6. April 1849 zum Oberst und Kommandanten dieses Pionierkorps ernannt, wo er für die Aufstellung des 4. Bataillons und die Neuerzeugung des Brückenmaterials persönlich sorgte. Er brachte auch in einem eingehend motivierten Bericht vom 1. Juni 1849 Vorschläge für die nötigen Änderungen in der Organisation des Korps vor. Bereits zwei Wochen später wurde die unter anderem geforderte Errichtung einer Depotptabrichtungs- und Arbeiterkompanie genehmigt.
Der Offizier wurde am 27. November 1850 Generalmajor und Brigadier im 2. zu Dünhof, Galizien, sodann im 4. Armeekorps an der Banal-Militärgrenze.
Am 1. März 1859 wurde der Freiherr, der auch den schwedischen Schwertorden trug, mit dem Titel eines Feldmarschalleutnants ad honores pensioniert.

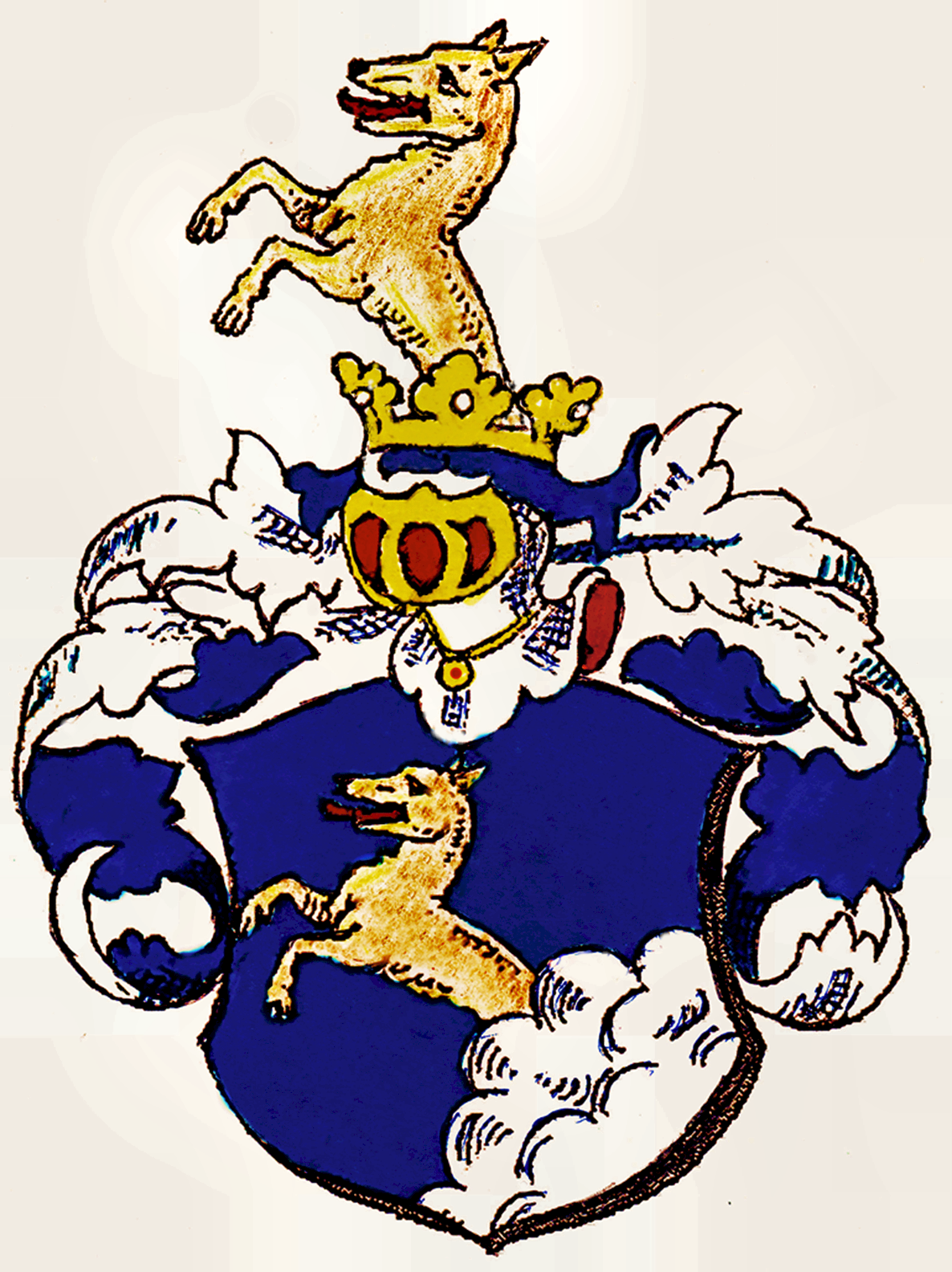
Wappen der Familie Schlechta von Wschehrd

## Wappen
1819: Ein altertümlicher, oben geradliniger, unten abgerundeter und an beiden Seiten halbmondförmig ausgeschnittener Schild, worin sich auf dunkelblauem Grunde ein aufgerichteter rechtsgewendeter Wolf bis zur halben Leibeshöhe auf drei Silberwolken aufrichtet. Auf dem Schild ruht die Freiherrnkrone, auf welcher sich ein gekrönter Turnierhelm erhebt, aus dessen Krone der Wolf des Schildes hervorwächst. Die Helmdecken sind zu beiden Seiten blau, mit Silber unterlegt. Schildhalter sind zwei aufrechtstehende weiße Einhörner.